# Geoffroy le Rat
Geoffroy le Rat est le 13e supérieur de L'Hospital de l'ordre de Saint-Jean de Jérusalem de 1206 à sa mort en 1207.

## Biographie
Geoffroy le Rat n'occupe le siège de grand maître que de mi-1206 et au début de la deuxième moitié de 1207. Il était d’origine française, rattaché à une famille de Touraine sans preuve.
Il avait été commandeur d'Antioche et châtelain du Krak avant d’être élu grand maître.
Si la quatrième croisade fut détournée sur Constantinople, les Hospitaliers n'eurent pas à jouer un rôle militaire en ce début du XIIIe siècle.

## Sources bibliographiques
- J. Delaville Le Roulx, Les hospitaliers en terre sainte et à Chypre 1100 à 1310, Paris, Ernest Leroux, 1904
- Bertrand Galimard Flavigny (2006) Histoire de l'ordre de Malte, Perrin, Paris